# Zamarada azona
Zamarada azona är en fjärilsart som beskrevs av Claude Herbulot 1983. Zamarada azona ingår i släktet Zamarada och familjen mätare. Inga underarter finns listade i Catalogue of Life.